# Myliobatis cornuta
Myliobatis cornuta es una especie de pez de la familia Myliobatidae en el orden de los Rajiformes.